# 藍原秀氏
藍原 秀氏（あいはら ひでうじ）は、戦国時代から安土桃山時代にかけての武将。本間高統の家臣。佐渡国加茂郡吉井城主。

## 経歴
郡内で1,250石を領す。天正17年（1589年）河原田城の戦いでは本間高統に仕え、渋谷真住らと共に戦うが、直江兼続勢の奇襲により討死した。